# Mousseaux-Neuville
Mousseaux-Neuville ist eine französische Gemeinde mit 169 Einwohnern (Stand: 1. Januar 2022) im Département Eure in der Region Normandie. Sie gehört zum Arrondissement Évreux und zum Kanton Saint-André-de-l’Eure.

## Geografie
Mousseaux-Neuville liegt im östlichen Teil des Départements Eure, etwa 73 Kilometer westlich von Paris. Umgeben wird Mousseaux-Neuville von den Nachbargemeinden Foucrainville im Norden und Nordwesten, Serez im Norden und Nordosten, La Couture-Boussey im Osten, Mouettes im Südosten, Champigny-la-Futelaye im Südwesten sowie Saint-André-de-l’Eure im Westen.

## Geschichte
1845 wurden die bis dahin eigenständigen Kommunen Neuville und La Neuvillette an die Gemeinde Mousseaux angeschlossen.

## Einwohnerentwicklung
| Mousseaux-Neuville: Einwohnerzahlen von 1793 bis 2016                                                                      | Mousseaux-Neuville: Einwohnerzahlen von 1793 bis 2016 | Mousseaux-Neuville: Einwohnerzahlen von 1793 bis 2016 | Mousseaux-Neuville: Einwohnerzahlen von 1793 bis 2016 | Mousseaux-Neuville: Einwohnerzahlen von 1793 bis 2016 |
| --- | ----------------------------------------------------- | ----------------------------------------------------- | ----------------------------------------------------- | ----------------------------------------------------- |
| Jahr |                                                       |                                                       |                                                       | Einwohner                                             |
| 1793 | 1793                                                  |                                                       | 242                                                   | 242                                                   |
| 1800 | 1800                                                  |                                                       | 265                                                   | 265                                                   |
| 1806 | 1806                                                  |                                                       | 286                                                   | 286                                                   |
| 1821 | 1821                                                  |                                                       | 243                                                   | 243                                                   |
| 1831 | 1831                                                  |                                                       | 237                                                   | 237                                                   |
| 1836 | 1836                                                  |                                                       | 239                                                   | 239                                                   |
| 1841 | 1841                                                  |                                                       | 233                                                   | 233                                                   |
| 1846 | 1846                                                  |                                                       | 525                                                   | 525                                                   |
| 1851 | 1851                                                  |                                                       | 491                                                   | 491                                                   |
| 1856 | 1856                                                  |                                                       | 509                                                   | 509                                                   |
| 1861 | 1861                                                  |                                                       | 465                                                   | 465                                                   |
| 1866 | 1866                                                  |                                                       | 477                                                   | 477                                                   |
| 1872 | 1872                                                  |                                                       | 419                                                   | 419                                                   |
| 1876 | 1876                                                  |                                                       | 417                                                   | 417                                                   |
| 1881 | 1881                                                  |                                                       | 409                                                   | 409                                                   |
| 1886 | 1886                                                  |                                                       | 388                                                   | 388                                                   |
| 1891 | 1891                                                  |                                                       | 375                                                   | 375                                                   |
| 1896 | 1896                                                  |                                                       | 381                                                   | 381                                                   |
| 1901 | 1901                                                  |                                                       | 317                                                   | 317                                                   |
| 1906 | 1906                                                  |                                                       | 326                                                   | 326                                                   |
| 1911 | 1911                                                  |                                                       | 321                                                   | 321                                                   |
| 1921 | 1921                                                  |                                                       | 315                                                   | 315                                                   |
| 1926 | 1926                                                  |                                                       | 333                                                   | 333                                                   |
| 1931 | 1931                                                  |                                                       | 292                                                   | 292                                                   |
| 1936 | 1936                                                  |                                                       | 286                                                   | 286                                                   |
| 1946 | 1946                                                  |                                                       | 335                                                   | 335                                                   |
| 1954 | 1954                                                  |                                                       | 361                                                   | 361                                                   |
| 1962 | 1962                                                  |                                                       | 373                                                   | 373                                                   |
| 1968 | 1968                                                  |                                                       | 286                                                   | 286                                                   |
| 1975 | 1975                                                  |                                                       | 243                                                   | 243                                                   |
| 1982 | 1982                                                  |                                                       | 320                                                   | 320                                                   |
| 1990 | 1990                                                  |                                                       | 437                                                   | 437                                                   |
| 1999 | 1999                                                  |                                                       | 560                                                   | 560                                                   |
| 2006 | 2006                                                  |                                                       | 641                                                   | 641                                                   |
| 2011 | 2011                                                  |                                                       | 667                                                   | 667                                                   |
| 2016 | 2016                                                  |                                                       | 651                                                   | 651                                                   |
| Quelle(n): EHESS/Cassini bis 1999, INSEE ab 2006 Anmerkung(en): Ab 1962 offizielle Zahlen ohne Einwohner mit Zweitwohnsitz |                                                       |                                                       |                                                       |                                                       |

## Sehenswürdigkeiten

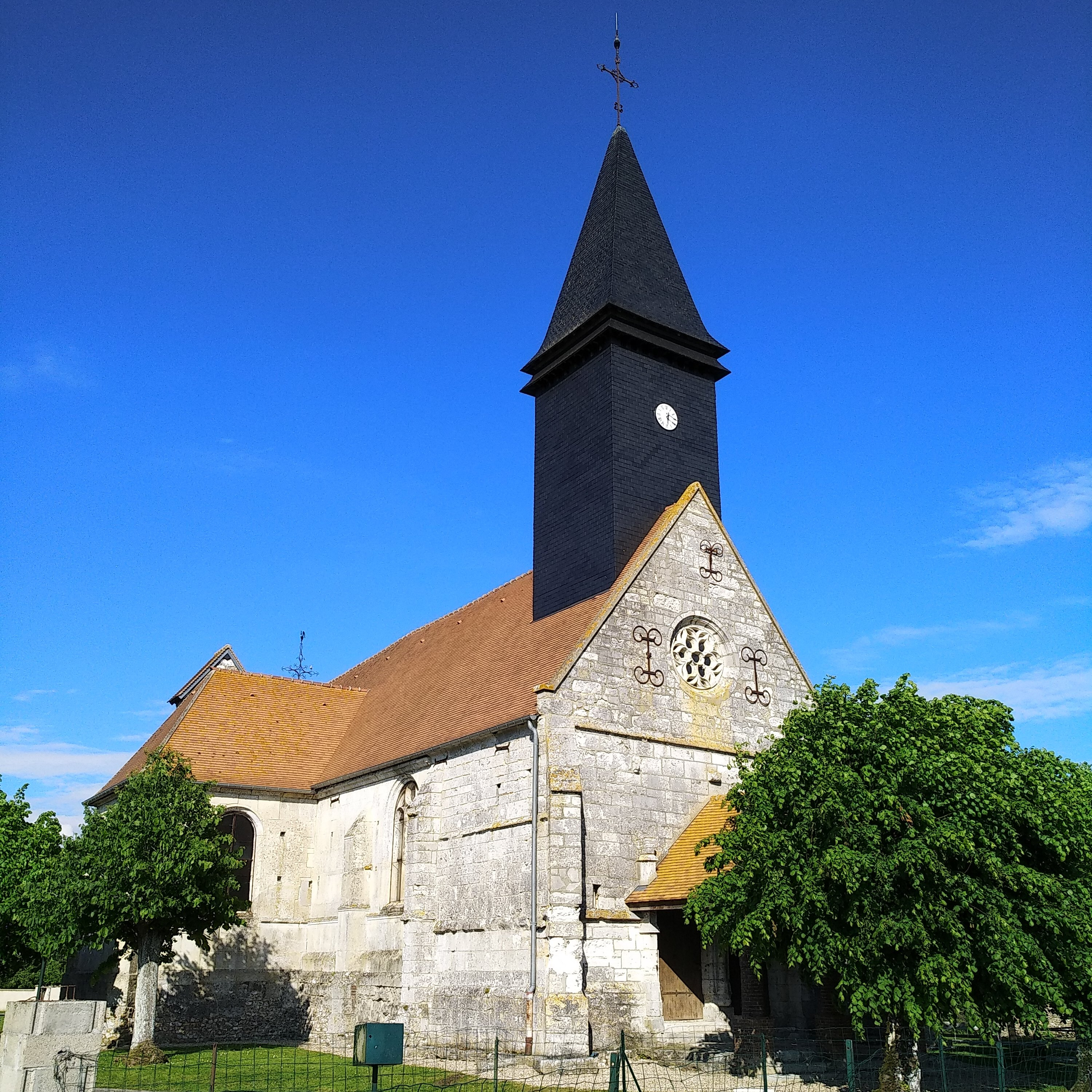
Kirche Saint-Martin

- Kirche Saint-Martin